# Байа Ридван
Байа Ридван (араб. بيعة الرضوان — присяга довольства) — присяга на верность до смерти, которую дали около 1400 сподвижников пророка Мухаммеда под деревом Самура в Худайбие, когда до них дошел слух о том, что курайшиты убили Усмана ибн Аффана. Сподвижников пророка Мухаммада, присягнувших ему на верность под деревом в Худайбие, называют асхаб аш-шаджара.

## История
В 628 году (6 год хиджры) пророк Мухаммед объявил, о том что совершит малый хадж (умру) в Мекку и курайшиты всячески воспрепятствовали этому послав вооруженный отряд во главе с Халидом ибн Валидом и не пуская мусульман в Мекку из-за чего паломники были вынуждены остановиться в долине, расположенной на расстоянии 24 км западнее Мекки (Худайбия).
После того, как направленный для переговоров в Мекку Усман ибн Аффан задержался с возвращением среди паломников прошёл слух, что его убили. Обеспокоенные судьбой Усмана ибн Аффана мусульмане, собрались под деревом и присягнули пророку Мухаммеду в отомщении за смерть Усмана. Вскоре прибыл Усман и между язычниками и мусульманами был заключён Худайбийский договор, сроком на 10 лет.
События произошедшие в марте 628 года и названные Байа Ридван (присяга довольства) отразились в Коране в 18 аяте суры аль-Фатх (Победа):

Аллах остался доволен верующими, когда они присягали тебе под деревом в Худейбии. Он знал, что у них в сердцах, и ниспослал им покой и вознаградил их близкой победой 
—  48:18 (Кулиев)